# San Nicola a Pistaso (Nápoly)
A San Nicola a Pistaso templom Nápoly történelmi központjában.

## Története
A templom nevét a szomszédságában álló Sedile di Pistasiról kapta. A sedile vagy seggio a Nápolyi Királyság idején az egyes városnegyedek fejlődését felügyelő bizottság volt. A név valószínűleg arra utal, hogy sok búzaörlő malom működött a környéken, más vélemények szerint a nápolyi pékeket nevezték pistasóknak.
Mivel az eredeti templom helyén egy új kolostoregyüttes (Divino Amore) építettek, így új templomra volt szükség. A jelenlegi templom a 17. században épült, majd a 18. században Niccolò Carletti vezetésével restaurálták. Mivel állapota súlyosan leromlott, bejáratát befalazták, nem látogatható. A négyszögletes alaprajzú templomban egy balusztráddal elkülönített márványoltár áll. Az oltárkép egy ismeretlen, 16. századi festő alkotása. A templomban található többi festmény Francesco Gaetani alkotása.